# マリナ・パパエリア
マリナ・パパエリア（Myshimarina (Marina) Papaelia, ギリシア語: Μαρίνα Παπαηλία, アラビア語: مارينا بابايليا、1931年頃 - ）は、エジプトの女性モデル。ミス・ワールド1953で第3位入賞。

## 経歴
1953年、ミス・エジプト1953で準優勝。このとき優勝したアンティゴネー・コスタンダは、決勝の地ロンドンまでの旅費を負担できず、準優勝の彼女が派遣されることとなった。なお、コスタンダはミス・ワールド1954で優勝した。
1953年10月19日、ミス・ワールド1953で第3位入賞。

## 人物・エピソード
Sally-Ann Fawcettの著書には、マリナは「非常に個性的な人物(a colourful character)」と記載されている。実際、ロンドン到着直後から個性的にふるまった。どうやら5種類の言語で侮辱行為が可能だったようで、結果的に彼女のルームメイト・デンマーク代表Ingrid Andersenはわずか一晩で部屋を換えてくれと要求した。ほかの誰もマリナとの相部屋を希望せず、部屋はマリナ専用となった。
彼女の揺るぎなき自信は、間違いなくミスの王冠を取るという確信に基づいていた。ところが、決勝の途中から雲行きが怪しくなると彼女の行動も怪しくなる。水着審査の際、初め更衣室から出るのを拒んだ。全員そろっての水着の集合写真にも遅刻した。
最終的にデニス・ペリエ優勝が告げられると、結果を受け入れることができなかったのか、「ふざけんな！(Dont be stupid !)」と叫んでステージ上に倒れ、意識を失った。この直前の有名な写真はフォトジャーナリストのThurston Hopkinsによって撮られた。翌日、記者たちに「見てみなさいよ、あの顔、髪の毛、スタイル。ミス・ワールド、あの女臭えーよ！(Look at 'er face, zat hair, zat figure ! Mees World ! She steenk !)」と語った。